# Карачёв, Николай Иванович
Николай Иванович Карачёв (14 декабря 1922, дер. Фоминский Починок, Северо-Двинская губерния — 15 января 2016, Таллин, Эстония) — разведчик 348-го стрелкового полка, красноармеец — на момент последнего представления к награждению орденом Славы.

## Биография
Родился в деревне Фоминский Починок (ныне — Кичменгско-Городецкого района Вологодской области). Окончил 7 классов. Работал бригадиром в колхозе.
В октябре 1941 года был призван в Красную Армию. Боевой путь начал на Калининском фронте. В 1942 году воевал под Сталинградом, где был ранен. После госпиталя воевал на Ленинградском фронте, в разведке 196-й стрелковой дивизии.
В августе 1943 года в бою на Синявинских высотах первым ворвался во вражескую траншею, гранатами уничтожил вражескую землянку, достал ценные документы и доставил их командованию. За этот бой награждён медалью «За отвагу».
20 февраля 1944 года, проникнув в тыл врага в районе деревни Чёрная Речка в составе разведывательной группы, красноармеец Карачёв гранатами забросал вражеский штаб, из автомата истребил 7 солдат, 1 взял в плен. Был представлен к награждению орденом Славы.
Через несколько дней вновь отличился в разведвыходе. Действуя в тылу врага в составе разведгруппы, красноармеец Карачёв в районе железнодорожной станции Ямм пробрался на огневую позицию к орудию противника. Вступил в бой с расчётом, в схватке уничтожил несколько противников, 1 пленил и доставил в своё расположение. Был вновь представлен к награждению орденом Славы.
Приказом от 29 февраля 1944 года был награждён орденом Славы 3-й степени. Приказом от 8 марта 1944 года был награждён орденом Славы 3-й степени повторно. Весной 1945 года красноармеец Карачёв воевал уже в составе взвода разведки 348-го стрелкового полка 51-й стрелковой дивизии. За участие в штурме Кёнигсберга награждён орденом Красной Звезды.
27 марта 1945 года в бою в районе города Толькемит в первым ворвался в траншею противника, захватил пулемет, открыв из него огонь, истребил свыше 10 вражеских солдат.
Приказом от 22 апреля 1945 года был награждён орденом Славы 3-й степени.
В 1945 году был демобилизован. Будучи награждённым тремя орденами Славы, все одной степени, не являлся полным кавалером этого ордена. Тем более что один из них так и не был вручен на фронте.
С 1945 года жил в городе Мурманск, работал в порту машинистом железнодорожного крана. В 1950 году переехал в город Таллин. Работал машинистом монтажного крана в Таллинском управлении механизации треста «Строймеханизация». Только через 40 лет после Победы была исправлена ошибка с наградами.
Указом Президиума Верховного Совета СССР от 5 февраля 1985 года в порядке перенаграждения Карачёв Николай Иванович награждён орденами Славы 2-й и 1-й степеней. Стал полным кавалером ордена Славы.
Проживал в столице Эстонии городе Таллин. Умер 15 января 2016 года. Был последним полным кавалером ордена Славы, проживавшим в стране и родившимся в Вологодской области. Похоронен на кладбище Сизелинна в Талинне.
Награждён орденами Отечественной войны 1-й степени, Красной Звезды, Славы 3-х степеней, медалями, в том числе «За отвагу».